# جرج الیوت (بازیکن فوتبال)
جرج الیوت (به انگلیسی: George Elliott) (زادهٔ ۷ ژانویه ۱۸۸۹ - درگذشته ۱۹۴۸) بازیکن فوتبال اهل انگلستان بود.

## تیم ملی
وی سابقهٔ بازی در تیم ملی فوتبال انگلستان را در کارنامهٔ خود دارد. وی در تاریخ ۱۵ فوریه ۱۹۱۳ نخستین بازی ملی خود را در مقابل تیم ملی فوتبال ایرلند انجام داد و با حضور در ۳ بازی ملی، در تاریخ ۱۵ مارس ۱۹۲۰ واپسین بازی ملی‌اش را در برابر تیم ملی فوتبال فرانسه برگزار کرد.

## باشگاهی
از باشگاه‌هایی که در آن بازی کرده‌است می‌توان به باشگاه فوتبال میدلزبرو اشاره کرد